# ジューン・デュプレ
ジューン・デュプレ（June Duprez、1918年5月14日 - 1984年10月30日）は、イギリスの女優。

## 出演作品
- そして誰もいなくなった（1945年）
- 密輸空路
- 孤独な心
- バグダッドの盗賊
- ライオンの翼
- スパイ（女性教師アン）
- 四枚の羽根